# Goldberg (Fichtelgebirge)
Der Goldberg ist ein Bergrücken im Fichtelgebirge, östlich der Stadt Goldkronach im Landkreis Bayreuth (Oberfranken). Er besteht aus Hinterem Goldberg (671 m ü. NHN) und Vorderem Goldberg (628 m ü. NHN). Der Name weist darauf hin, dass hier Golderzvorkommen abgebaut wurden.

## Goldbergbau

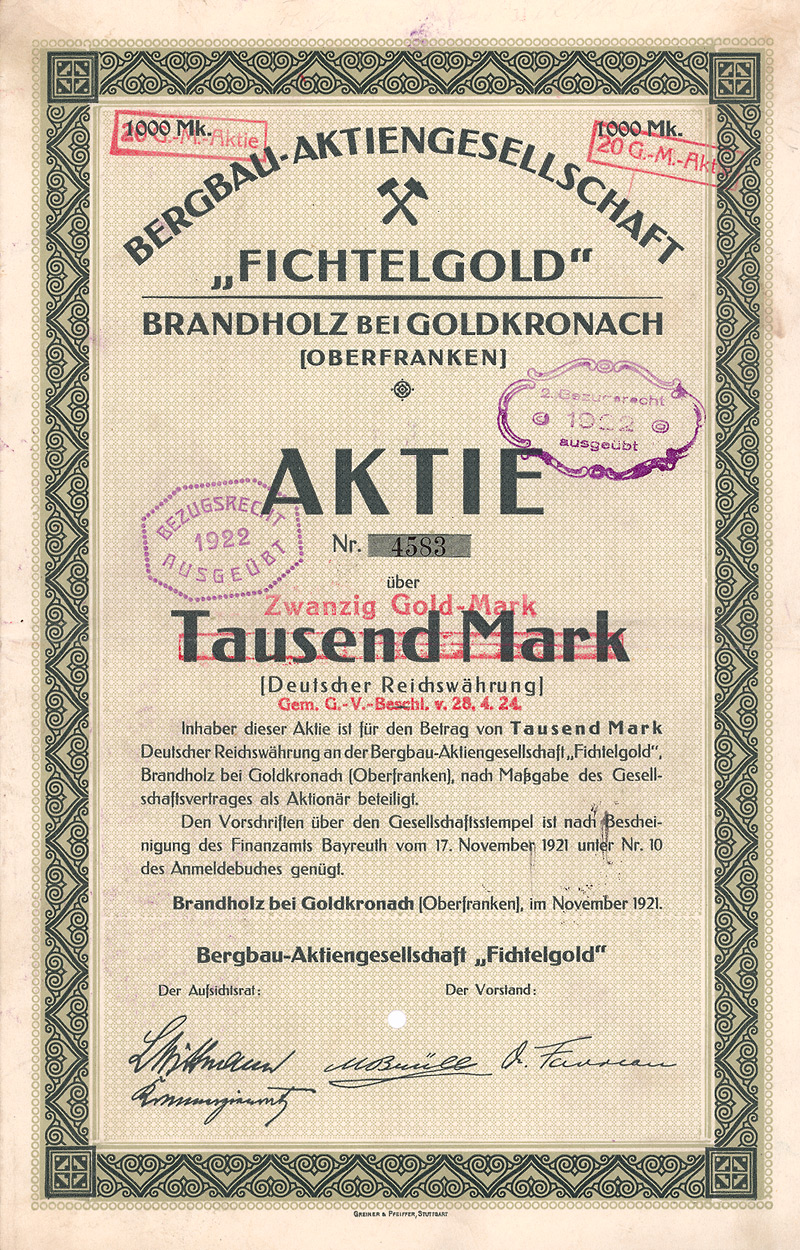
Aktie über 1000 Mark der Bergbau-AG Fichtelgold vom November 1921

Schon aus der Zeit um 1400 werden der Rautenkranzstollen auf dem Name-Gottes-Gang und in dessen vermutlich südlicher Fortsetzung die Grube „Fauler Igel“ am Schlegelberg, der auf dem Täschelzug angelegte Ostertagstollen und die Schmutzlerzeche erwähnt. Die Grubenbaue nahmen bald einen für die damalige Zeit erheblichen Umfang an, 500 Bergleute sollen damals in Goldkronach Arbeit gefunden haben, der Ort blühte dadurch rasch empor. Die Ausbeute in der Blütezeit soll wöchentlich 1500 Golddukaten betragen haben. Den ersten Rückschlag erlitt der Bergbau durch die Hussitenkriege (1417–34), mit wechselndem Erfolg wurde der Goldbergbau weiterbetrieben. Erst 1631 kam er, infolge des Dreißigjährigen Kriegs, auf längere Zeit gänzlich zum Erliegen. Nach Gründung einer neuen Bergbaugesellschaft 1662 durch den Markgrafen Christian Ernst wurden die „Fürstenzeche“ und der „Schmutzler“ wieder eröffnet. Von 1792 bis 1795 nahm sich Bergamtsassessor Alexander von Humboldt der Förderung des Bergbaus an, 1828 veranlasste der Bayerische Staat die Wiederaufnahme des Betriebes, 1907 fand sich eine neue Gewerkschaft, die mit modernen Mitteln auf der „Fürstenzeche“ und „Silbernen Rose“ Bergbau betrieb. 1920 wurde sie in die Bergbau AG Fichtelgold überführt. Die ersten Proben ergaben 35,4 Gramm Gold und 22 Gramm Silber je Tonne Roherz, was jedoch als unrentabel galt und den Bergbau zum Erliegen brachte.

## Sehenswürdigkeiten
- Auf dem Vorderen Goldberg steht der 1993 errichtete Aussichtsschirm „Goldene Aussicht“ mit umfassenden Rundblicken. Richtungspfeile und Inschriften weisen auf weit entfernte Städte hin.
- Das Informations-Zentrum „Goldbergbau auf dem Goldberg“, der Besucherstollen „Schmutzlerzeche“ und das Besucherbergwerk „Mittlerer Name Gottes“ ist für Besucher am Sonntag geöffnet.
- Auf dem Hinteren Goldberg befindet sich der Fürstenstein, ein geschütztes Geotop.